# بوميفوترا

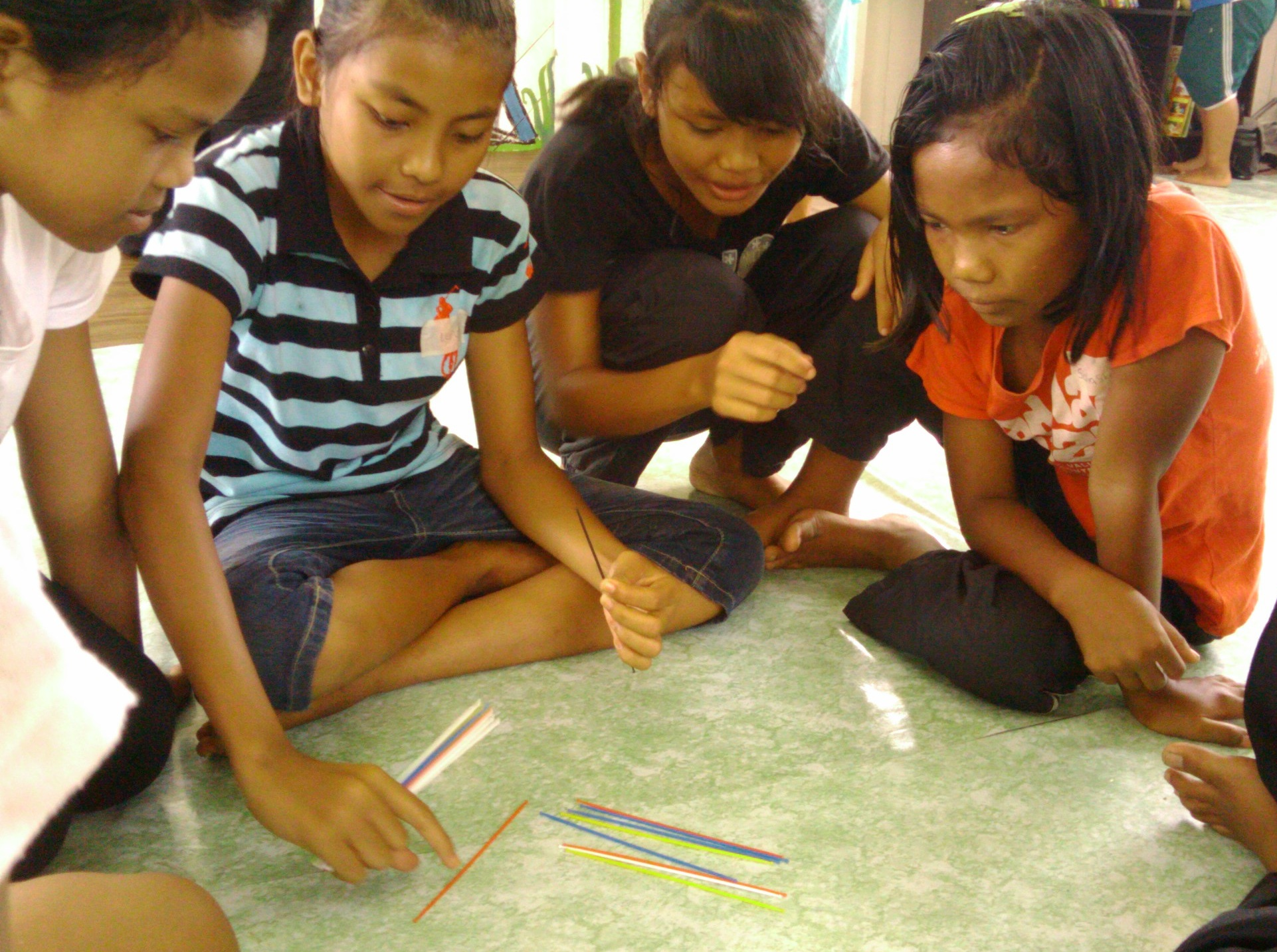
مراهقو جاكون يلعبون عصي البيك آب في مكتبة المجتمع ، كامبونج بونجوت ، جوهور، ماليزيا

بوميڤوترا (بالإنجليزية: Bumiputera)‏ (بالجاوية: بوميڤوترا)‏ هو مصلطح ماليزي يُطلق على السكان الماليزيين من عِرق أورانغ أسلي في شبه الجزيرة الماليزية.
المصطلح مشتق من اللغة السنسكريتية التي تم استيعابها لاحقًا في الكلمة الملايو الكلاسيكية bhumiputra (بالسنسكريتية: भूमिपुत्र)‏، والتي يمكن ترجمتها حرفيًا على أنها «ابن الأرض». في إندونيسيا، يُعرف هذا المصطلح باسم Pribumi.
في السبعينيات، نفذت الحكومة الماليزية سياسات تهدف إلى تفضيل البوميڤوترا (بما في ذلك العمل الإيجابي في التعليم العام وفي القطاع العام) لرفع الوضع الاجتماعي والاقتصادي لمجتمع بوميفوترا المحروم اقتصاديًا ونزع فتيل التوترات العرقية في أعقاب حادثة 13 مايو في عام 1969 عن طريق استرضاء الأغلبية الملاوية من خلال منحهم وضعًا متميزًا على الماليزيين الصينيين. كانت هذه السياسات تهدف في الأصل إلى أن تكون تدبيرًا مؤقتًا، إلا أنها لا تزال سارية المفعول ووصفت بأنها تمييزية عنصرية. على الرغم من أن السياسات قد نجحت في خلق طبقة وسطى حضرية كبيرة من الملايو وسكان بورنيو الأصليين، إلا أنها كانت أقل فعالية في القضاء على الفقر بين المجتمعات الريفية.